# Miyagi-præfekturet
Miyagi-præfekturet (宮城県; Miyagi-ken) er et præfektur i Japan.
Præfekturet ligger i regionen Tōhoku på øen Honshu i Japan. Det har et areal på 7.282 km2
og et befolkningstal på 2.288.456 (2021) indbyggere. Hovedbyen er Sendai.

## Administrativ inddeling
Præfekturet var i 2006 inddelt i tolv byer (shi), ti distrikter (gun) og en by med speciel status (Sendai, serei shitei toshi). Distrikterne har ingen egentlig administrativ funktion, men fungerer hovedsagelig som postnummerområder. De 10 distrikter er inddelt i sammenlagt 23 mindre administrative enheder som kaldes cho, machi eller mura.
Miyagi var det præfektur der især blev ramt af jordskælvet ved Sendai den 11. marts 2011.
Byer:
- Higashimatsushima, Ishinomaki, Iwanuma, Kakuda, Kesennuma, Kurihara, Natori, Osaki, Sendai, Shiogama, Shiroishi, Tagajo, Tome

Distrikter:
- Igu, Kami, Katta, Kurokawa, Miyagi, Motoyoshi, Oshika, Shibata, Toda, Watari